# Korumburra
Korumburra – miasto w Australii, w stanie Wiktoria.